# Запис јапански багрем (Браљина)
Запис јапански багрем (Браљина) се налази на парцели чији је власник Општина Ражањ.

## Локација
| Општина             | Ражањ                                                            |
| Катастарска општина | Браљина                                                          |
| Потес               | Село                                                             |
| Координате          | 43° 39′ 50″ С; 21° 28′ 54″ И / 43.663899999999998° С; 21.4817° И |
| Надморска висина    | 172m                                                             |

## Карактеристике
Дендрометријске вредности утврђене на терену и сателитским снимцима:
| Стабло                     | Јапански багрем |
| Висина стабла              | m               |
| Обим дебла                 | m               |
| Пречник крошње             | 9m              |
| Пречник дебла              | m               |
| Висина дебла до прве гране | m               |

## База записа
Запис је у оквиру Викимедија пројекта "Запис - Свето дрво" заведен под редним бројем 0658.